# گربه‌ماهی تیان
گربه‌ماهی تیان (نام علمی: Amphiliidae) نام یک تیره از راسته گربه‌ماهی‌سانان است.